# Roiate
Roiate est une commune italienne de la ville métropolitaine de Rome Capitale, dans la région Latium.

## Géographie
Roiate est située au sud des monts Ruffiens. Les communes limitrophes sont Affile, Arcinazzo Romano, Bellegra, Olevano Romano et Serrone.

## Administration
| Période                                  | Période | Identité         | Étiquette                          | Qualité |
| ---------------------------------------- | ------- | ---------------- | ---------------------------------- | ------- |
| 31 mai 2015                              | 2020    | Antonio Proietti | Liste civique Progresso e sviluppo |         |
| Les données manquantes sont à compléter. |         |                  |                                    |         |